# Z.A.R.
Z.A.R. — компьютерная игра в жанре шутера от первого лица, разработанная российской компанией Maddox Games под руководством Олега Медокса и изданная Auric Vision в 1998 году для DOS и Windows. Действие игры происходит в научно-фантастическом сеттинге на различных планетах. Игрок управляет оперативником по прозвищу Отшельник, которому поручено уничтожить взбунтовавшихся роботов.
Игра использует графический движок HiRend, разработанный Maddox Games, сочетающий воксельные ландшафты со спрайтовыми моделями противников. Z.A.R. содержит 33 миссии на различных планетах с открытыми ландшафтами, 10 видов оружия и частично разрушаемое окружение.
Z.A.R. получила смешанные отзывы критиков. Положительно были оценены графика ландшафтов, разнообразие уровней, врагов и оружия, а также сетевой режим. Однако игру критиковали за устаревшую спрайтовую графику противников, однообразие игрового процесса и технические проблемы. В 2015 году Z.A.R. была переиздана компанией Nightdive Studios для Windows и Linux на платформе Steam.

## Игровой процесс

Скриншот версии для DOS. Пример игрового процесса, на пустынном уровне игрок должен уничтожить часть наземных целей, и держит ракетомет, который находится по центру экрана

Z.A.R — трехмерный шутер от первого лица в научно-фантастическом сеттинге. Игрок управляет оперативником по прозвищу Отшельник, которому поручено уничтожить взбунтовавшихся роботов на различных планетах. Игровой процесс сосредоточен на сражениях с роботами-противниками на открытых ландшафтах. Уровни представляют собой обширные пространства с холмистым рельефом, водоемами и лавовыми озерами. Игрок может свободно перемещаться по территории, используя возможности своего бронескафандра, такие как высокие прыжки и способность находиться под водой.
В распоряжении игрока имеется арсенал из 10 видов оружия, включая пулеметы, ракетные установки, огнеметы и «экзотические» образцы вроде «смерчемета». Боеприпасы и новое оружие разбросаны по уровням, их нужно собирать. Игра состоит из 33 миссий на различных планетах. Задания варьируются от уничтожения определенных целей до сопровождения транспорта. На некоторых уровнях игроку помогают дружественные роботы. Ландшафт частично разрушаем — мощные взрывы могут оставлять воронки на поверхности. Также важным элементом является система попаданий — снаряды движутся не мгновенно, что требует упреждения при стрельбе по движущимся целям. Z.A.R использует графический движок HiRend разработки Maddox Games, сочетающий воксельные ландшафты со спрайтовыми моделями противников.

## Критика
| Иноязычные издания    | Иноязычные издания                 |
| Издание               | Оценка                             |
| --------------------- | ---------------------------------- |
| Internet Monitor      | 4 из 5                             |
| Power Unlimited       | 40 %                               |
| Русскоязычные издания |                                    |
| Издание               | Оценка                             |
| Game.EXE              | 72%                                |
| «НИМ»                 | 6,3 из 10 5,8 из 10 (Mission Pack) |
| «Страна игр»          | 7 из 10                            |
| Компьютер и мы        | 4 из 5                             |

Критики в целом положительно оценили графику ландшафтов, разнообразие уровней, врагов и оружия, а также сетевой режим игры. Однако они также отметили ряд недостатков, включая устаревшую спрайтовую графику противников, однообразие игрового процесса и технические проблемы. Мнения разделились относительно общего качества игры: некоторые сочли её достойной попыткой создания современного 3D-экшена, в то время как другие назвали игру устаревшей. Дополнение Mission Pack получило смешанные отзывы, по мнению критиков улучшив некоторые аспекты оригинала, но не решив всех его проблем. По данным SteamSpy, переиздание игры в Steam приобрело от 20 до 50 тысяч пользователей.
В своём обзоре игры Z.A.R. для журнала «Страна игр» Дмитрий Эстрин отметил высокое качество графики, достигнутое, по его мнению, благодаря использованию возможностей MMX, а также разнообразие игровых уровней. Среди других достоинств проекта критик выделил хорошо проработанный сетевой режим с поддержкой голосового чата. В то же время Эстрин указал на ряд недостатков, таких как устаревшие «спрайтовые» объекты и противники, однообразие игрового процесса и «мелкие недоработки». По мнению обозревателя, Z.A.R. является попыткой российских разработчиков создать современный 3D-action, однако игровой процесс «вряд ли поразит возможностями».
Обозреватели журнала «Навигатор игрового мира» Виктор Попов, Кирилл Кузнецов и Александр Ланда в своих рецензиях отметили разнообразие врагов и оружия, а также интерактивный воксельный ландшафт. Однако они также посчитали, что проект не лишён недостатков, таких как устаревшая спрайтовая графика противников, дисбаланс сложности и однообразие миссий. Сербский журнал Svet Kompjutera положительно оценил демо-версию игры, и написал, что игра напоминает G-Nome, Scorched Planet и Terra Nova: Strike Force Centauri.
Польский журнал CD Action дал смешанную оценку Z.A.R. Рецензент отметил неплохую графику ландшафтов и визуальные эффекты, но раскритиковал недостаток детализации и неестественность моделей противников. Игровой процесс был охарактеризован как усложняющийся и интенсивный, но страдающий от монотонности. В целом, игра была рекомендована к покупке при условии невысокой цены, с предположением, что она может заинтересовать энтузиастов и любителей сетевой игры.
Хорватский журнал Internet Monitor заявил, что игра, несмотря на «необычное» название, может «прийти на смену старому доброму Descent». В противоположность этим относительно позитивным оценкам, обзор демо-версии в нидерландском журнале Power Unlimited был крайне негативным. Автор обзора Ян раскритиковал устаревшую графику, однообразное окружение и слабый игровой процесс, заключив, что Z.A.R. стоит расшифровывать как «Zeer Achterhaalde Rotzooi» (с нидерл. — «Очень Устаревший Мусор»).

### Mission Pack
В обзоре дополнения Z.A.R. Mission Pack для журнала «Навигатор игрового мира» Константин Подстрешный посчитал, что, несмотря на добавленную поддержку 3D-ускорителей, аддон не привнёс каких-либо «революционных» изменений в графику или звук по сравнению с оригинальной игрой. Среди недостатков дополнения автор упомянул многочисленные технические проблемы, включая зависания и неудобство настройки. Однако, по его мнению, несмотря на моральное устаревание и огрехи, Z.A.R. Mission Pack смогла увлечь его сложными миссиями, а также многопользовательской игрой. Святослав Торик из журнала MegaGame дал дополнению в целом положительную характеристику, отмечая хорошую играбельность одиночного режима, разнообразие оружия и уровней, а также высоко оценивая музыкальное сопровождение. Однако рецензент также указал на устаревшую графику и проблемы с онлайн-мультиплеером, при этом всё же рекомендуя игру к покупке.